# Ion Mihai Pacepa
Ion Mihai Pacepa (Bucarest, Reino de Rumania, 28 de octubre de 1928 - Estados Unidos, 14 de febrero de 2021) fue  un periodista y oficial de inteligencia rumano, conocido por ser el agente de inteligencia de mayor rango que desertó del Bloque del Este. En el momento de su deserción, Pacepa tenía simultáneamente el rango de asesor del presidente de Rumania Nicolae Ceauşescu, jefe interino de su servicio de inteligencia exterior y secretario de estado del Ministerio del Interior de Rumania.
Posteriormente, trabajó con la Agencia Central de Inteligencia de Estados Unidos en operaciones contra el antiguo Bloque del Este. La CIA describió su cooperación como «una contribución importante y única a los Estados Unidos».

## Biografía
En julio de 1978, Pacepa era un general de la Securitatea Statului rumana que mantenía el cargo de asesor del presidente de Rumania Nicolae Ceauşescu y se desempeñaba como el jefe del servicio de inteligencia extranjero y secretario de Estado en el Ministerio del Interior de su país. Desertó a Estados Unidos tras la aprobación del presidente Jimmy Carter de su pedido de asilo político. Posteriormente, trabajó en la inteligencia estadounidense en varias operaciones contra el antiguo bloque comunista. La CIA describió su cooperación como «una contribución importante y única a los Estados Unidos».
Pacepa, considerado como el desertor de más alto rango de la década de 1970, fue entrevistado en 2015 por  ACI Prensa desvelando su punto de vista sobre la conexión entre la exinta Unión Soviética y la Teología de la Liberación.
Basa su afirmación en la práctica de su superior jerárquico hasta 1956, el general soviético Aleksandr Sajarovski, jefe del servicio de inteligencia extranjero en Rumania, quien estuvo al frente del Comité para la Seguridad del Estado, el PGU1, durante 15 años (1956–1971).
Falleció el 14 de febrero de 2021 a causa de COVID-19.

## Actividad en la inteligencia rumana
El padre de Ion Mihai Pacepa (nacido en 1893) se crio en Alba Iulia, en la Transilvania región del Imperio austrohúngaro, donde trabajó en la pequeña fábrica de utensilios de cocina de su propio padre. El 1 de diciembre de 1918, Transilvania se unió con  Rumania, y en 1920, el padre de Pacepa se mudó a Bucarest y trabajó para la sucursal local de la compañía automovilística estadounidense General Motors.
Nacido en Bucarest en 1928, Ion Mihai Pacepa estudió química industrial en la Universidad Politécnica de Bucarest entre 1947 y 1951, pero pocos meses antes de graduarse, fue reclutado por la Securitate y obtuvo su título de Ingeniería. Se grado sólo cuatro años después. Fue asignado a la Dirección de Contra-sabotaje de la Securitate. En 1955, fue transferido a la Dirección de Inteligencia Extranjera.
En 1957, Pacepa fue nombrado jefe de la estación de inteligencia rumana en Fráncfort, Alemania Occidental, donde sirvió durante dos años. En octubre de 1959, el ministro del Interior Alexandru Drăghici lo nombró jefe del nuevo departamento de espionaje industrial de Rumanía, el S&T (abreviatura de  Ştiinţă şi Tehnologie , que significa "ciencia y tecnología" en rumano) de la Dirección I. Fue el jefe del espionaje industrial rumano, que dirigió hasta que desertó en 1978. Estuvo involucrado en el establecimiento de la industria automotriz de Rumanía, y con el desarrollo de sus industrias microelectrónica, polimérica y antibiótica.
De 1972 a 1978, Pacepa fue también asesor del presidente Nicolae Ceauşescu para el desarrollo industrial y tecnológico y subjefe del servicio de inteligencia exterior rumano.

## Defección
Pacepa desertó durante julio de 1978 entrando en la Embajada de los Estados Unidos en las misiones diplomáticas de los Estados Unidos en Bonn, Alemania Occidental, a donde lo había enviado Ceauşescu con un mensaje para el canciller de Alemania occidental Helmut Schmidt. Fue trasladado en secreto a la Base de la Fuerza Aérea Andrews cerca de Washington, en un avión militar de los Estados Unidos.
En una carta a su hija, Dana, publicada en el periódico francés Le Monde en 1980 y transmitida una y otra vez por Radio Free Europe, Pacepa explicó el motivo de su deserción: «En 1978 recibí la orden de organizar el asesinato de Noël Bernard, el director del programa rumano de Radio Free Europe que había enfurecido a Ceauşescu con sus comentarios. Fue a fines de julio cuando recibí esta orden, y cuando al final tuve que decidir entre ser un buen padre y ser un criminal político. Conociéndote, Dana, estaba firmemente convencido de que preferirías un padre bueno a uno que fuera un asesino».
Noël Bernard murió en 1981 de cáncer después de que supuestamente fuera irradiado por la Securitate.

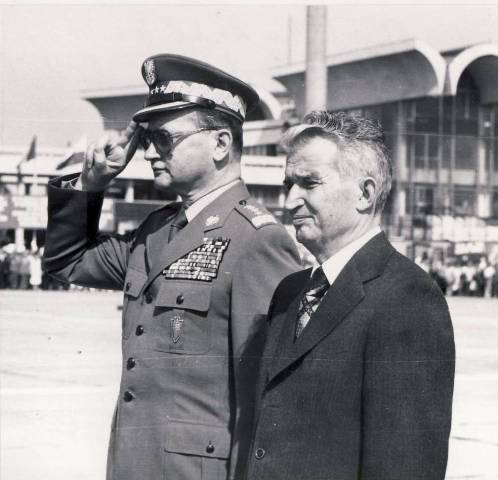
Nicolae Ceaușescu (dcha) junto al líder polaco Wojciech Jaruzelski en los años ochenta

La deserción de Pacepa destruyó la red de inteligencia de la Rumanía comunista y, a través de las revelaciones de la actividad de Ceauşescu, afectó su credibilidad y respetabilidad internacional. Un artículo publicado por The American Spectatoren 1988 resumió la devastación causada por la deserción "espectacular" de Pacepa: "Su paso de Este a Oeste fue un evento histórico, porque con tanto cuidado se había preparado, y su conocimiento de la estructura, los métodos, los objetivos y las operaciones del servicio secreto de Ceauşescu era tan minucioso, que en tres años toda la organización había sido eliminada. No quedaba ni un solo alto funcionario, ni una sola operación importante que aún estuviera en marcha. Ceauşescu tuvo un ataque de nervios y dio órdenes para el asesinato de Pacepa. Al menos dos escuadrones de asesinos han llegado a los Estados Unidos para tratar de encontrarlo, y recientemente uno de los ex agentes de Pacepa, un hombre que había realizado pequeños milagros al robar tecnología en Europa a instancias rumanas pasaron varios meses en la costa este, tratando de localizarlo. No tuvieron éxito ".
Durante septiembre de 1978, Pacepa recibió dos sentencias de muerte de la Rumanía comunista, y Ceauşescu decretó una recompensa de 2 millones de dólares estadounidenses por su muerte. Yasser Arafat y Muammar Gaddafi establecieron $ 1 millón más cada uno. En la década de 1980, la policía política de Rumania alistó a Carlos el Chacal para asesinar a Pacepa en los Estados Unidos a cambio de 1 millón de dólares. Los documentos encontrados en los archivos de inteligencia rumanos muestran que la Securitate le había dado a Carlos todo un arsenal para usar en la "Operación 363" para asesinar a Pacepa en los Estados Unidos. Se incluyeron 37 kg de explosivo plástico EPP/88, siete metralletas, una Walther PP pistola número de serie 249460 con 1306 balas, ocho pistolas automáticas Stechkin con 1049 balas y cinco granadas de mano UZRG-M.
Carlos no pudo encontrar a Pacepa, pero el 21 de febrero de 1980, bombardeó una parte de la sede de Radio Europa Libre en Múnich, que estaba transmitiendo noticias de la deserción de Pacepa. Cinco diplomáticos rumanos en Alemania Occidental, que habían ayudado a Carlos el Chacal en esta operación, fueron expulsados del país.
El 7 de julio de 1999, el Tribunal Supremo de Rumanía toma la decisión núm. 41/1999 canceló las sentencias de muerte de Pacepa y ordenó que se le devolvieran sus propiedades, confiscadas por orden de Ceauşescu. El gobierno de Rumania se negó a cumplir. En diciembre de 2004, el nuevo gobierno de Rumania restauró el rango de general de Pacepa.
Según Michael Ledeen en 2016, las dos sentencias de muerte seguían vigentes y Pacepa "ha vivido en secreto" desde su deserción.

## Escritos y opiniones políticas
Pacepa era columnista del blog conservador de Internet PJ Media. También escribió artículos para publicaciones de "The Wall Street Journal" y "National Review Online", "The Washington Times , el periódico en línea FrontPage Magazine y el World Net Daily.

### Horizontes rojos
En 1987, Pacepa escribió un libro publicado en los Estados Unidos por  Regnery Gateway, "Red Horizons: Chronicles of a Communist Spy Chief". En la Rumanía comunista se infiltró una traducción rumana de  Horizontes rojos  impresa en los Estados Unidos, y en la Hungría comunista se imprimió ilegalmente una cartera estilo Mao de Horizontes rojos (ahora una valiosa pieza de colección). En 1988, "Red Horizons" se publicó por entregas en Radio Free Europe, despertando "un gran interés entre los rumanos". Según Radio Romania, "las calles de las ciudades de Rumanía estaban vacías" durante la serialización RFE de 'Red Horizons'. El 25 de diciembre de 1989, durante la última parte de la Revolución rumana de 1989, Ceauşescu y su esposa, fueron condenados a muerte al final de un juicio en el que la mayoría de las acusaciones surgieron casi palabra por palabra de "Red Horizons" (una segunda edición, publicada en marzo de 1990, contenía la transcripción del juicio de Ceauşescu, que se basó en los hechos presentados en "Red Horizons").
El 1 de enero de 1990, el libro comenzó a publicarse por entregas en el nuevo periódico oficial rumano Adevărul ( La verdad ), que ese día reemplazó al comunista Scînteia (La chispa). En su liderazgo,  Adevărul  explicó que la serialización del libro por Radio Free Europe había "jugado un papel indiscutible" en el derrocamiento de Ceauşescu "según el texto de la contraportada de la segunda edición del libro, publicado durante 1990.  Red Horizons  se volvió a publicar posteriormente en 29 países, y la Televisión húngara la convirtió en una película documental.
En 2010,  The Washington Post  recomendó que Red Horizons  se incluyera en la lista de libros que deberían leerse en las escuelas, junto a  Witness 'de Whittaker Chambers '.
Durante 1993, Pacepa publicó "El legado del Kremlin de Moscú", en el que trató de alejar a su país natal de su continua dependencia de un estado policial de estilo comunista. Durante 1999, fue autor de la trilogía "El libro negro de la Securitate", que se ha convertido en un éxito de ventas en Rumanía.

### Presuntos asesinatos por parte de la KGB
En un artículo de 2006, Pacepa describe una conversación que tuvo con Nicolae Ceauşescu, quien le contó sobre "diez líderes internacionales que el Kremlin mató o intentó matar": László Rajk y Imre Nagy de Hungría; Lucreţiu Pătrăşcanu y Gheorghe Gheorghiu-Dej de Rumanía; Rudolf Slánský y Jan Masaryk de Checoslovaquia; Mohammad Reza Pahleví, Sha de Irán; Palmiro Togliatti de Italia; John F. Kennedy; y Mao Zedong de China. Pacepa proporciona algunos detalles adicionales, como un supuesto complot para matar a Mao con la ayuda de Lin Biao organizado por la KGB.

### Presunto papel soviético en el apoyo al terrorismo en Oriente Medio
En un artículo de 2006 escrito durante la Segunda Guerra del Líbano, Pacepa escribió que la Unión Soviética difundió propaganda antisemita en el Medio Oriente para aumentar el odio hacia los judíos y, por extensión a Israel y Estados Unidos. Pacepa escribe que los propagandistas soviéticos describieron a Estados Unidos como un "feudo judío" y difundieron la idea de que Israel planeaba convertir el Medio Oriente islámico en una "colonia judía". Además, describe el supuesto papel de la Unión Soviética en la propagación y financiación de grupos terroristas en el Medio Oriente.

### Presunta campaña soviética contra el Vaticano

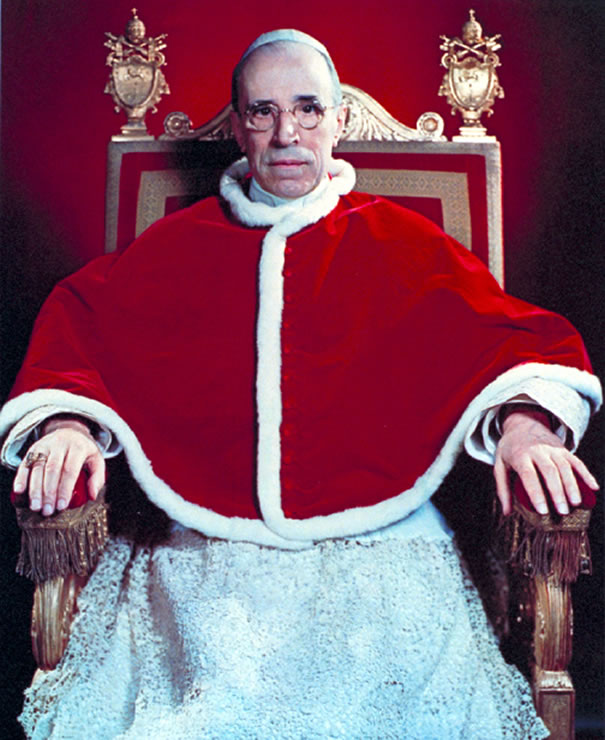
El papa Pío XII fotografiado por Yousuf Karsh (1949)

Pacepa alegó que la Unión Soviética intentó desacreditar al papado. En un artículo de 2007, declaró: "En mi otra vida, cuando estaba en el centro de las guerras de inteligencia extranjera de Moscú, yo mismo estaba atrapado en un esfuerzo deliberado del Kremlin para difamar al Vaticano retratando al papa Pío XII (Eugenio Pacelli) como un hombre de corazón frío y simpatizante del nazismo".
En 2012, Pacepa reveló que estaba escribiendo un libro llamado Desinformación que brinda detalles de tal operación y la "ciencia" soviética del engaño a gran escala. Es coautor con el profesor de derecho de la Universidad de Misisipi y experto en la biografía de Pío XII, Ronald J. Rychlak. En una entrevista, Pacepa afirmó que la idea original de manchar la reputación del pontífice vino de Iósif Stalin en 1945, quien quería eliminar la Iglesia de Ucrania. El 3 de junio de 1945, Stalin proclamó, por medio de Radio Moscú, que Pío XII era "el papa de Hitler". Pero la insinuación fracasó al día siguiente cuando el pontífice condenó "el espectro satánico del nazismo" en Radio Vaticano. Además, en ese momento, Pacelli estaba siendo elogiado por sus esfuerzos para proteger a las minorías religiosas durante la guerra, entre otros, por Franklin D. Roosevelt, Winston Churchill –quien describió al papa como "el hombre más grande de nuestro tiempo"– y Albert Einstein. Según Pacepa, los esfuerzos de desinformación de Stalin fueron rechazados por "aquella generación contemporánea que había vivido la los acontecimientos y conocían la verdadera actuación de Pío XII". Pacepa dijo que, en 1963, la KGB lo reanudó sus intentos mediante la promoción de El vicario de Rolf Hochhuth. "Como esa generación no había vivido esa historia y no sabía nada mejor, [esta vez] funcionó".

### Programado para matar: Lee Harvey Oswald, la KGB soviética y el asesinato de Kennedy

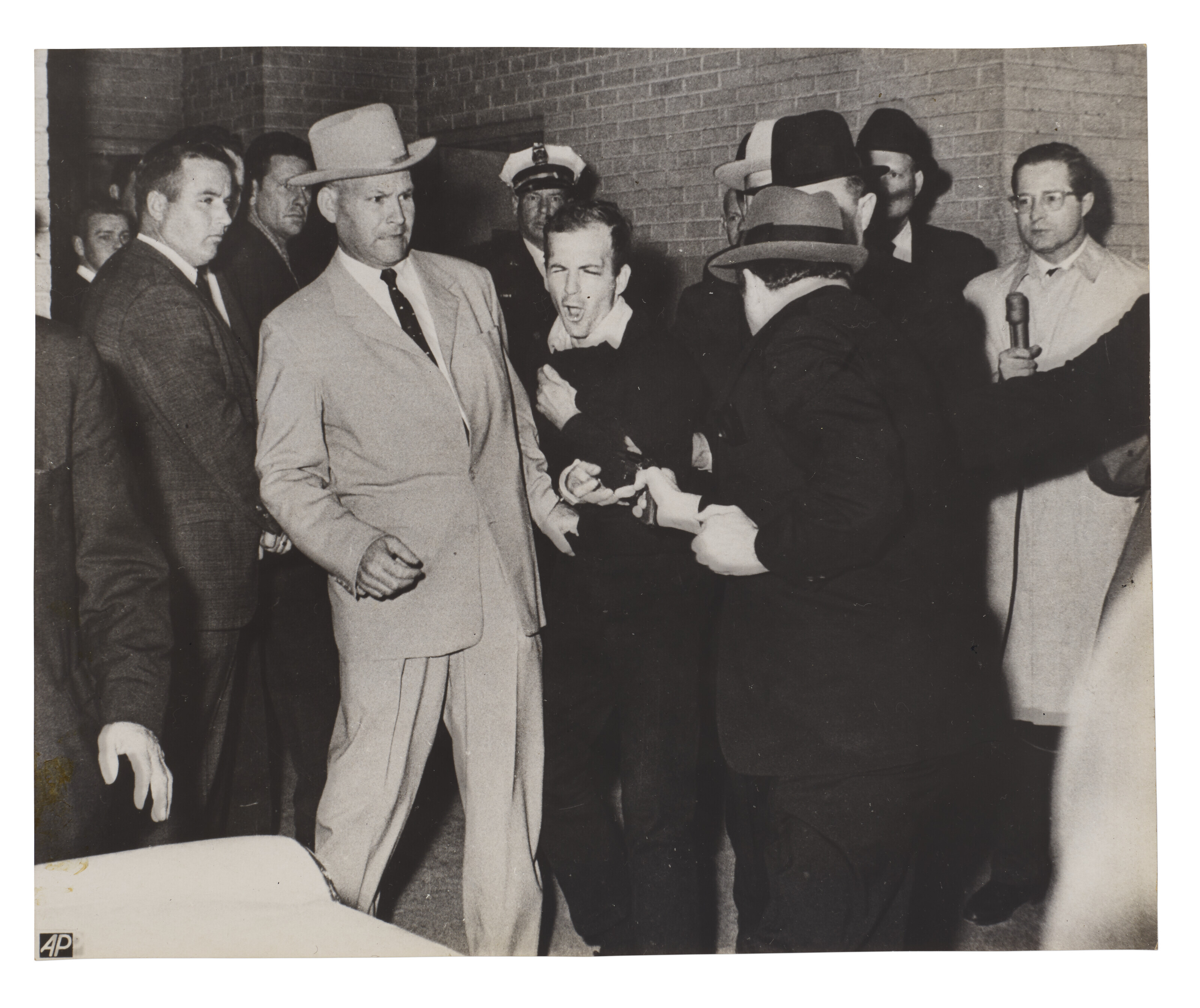
Fotografía del momento del asesinato de Lee Harvey Oswald por Jack Ruby el 24 de noviembre de 1963

En 2007, Ivan R. Dee publicó el libro de Pacepa "Programado para matar: Lee Harvey Oswald, la KGB soviética y el asesinato de Kennedy" que argumenta que Lee Harvey Oswald fue reclutado como agente de la KGB. Según Pacepa, Nikita Khrushchev ordenó el asesinato de Kennedy, luego cambió de opinión pero no pudo detener a Oswald. Pacepa escribió que Jack Ruby recibió posteriormente instrucciones de matar a Oswald para silenciarlo. Se decía que el trabajo dependía en gran medida del trabajo de la Comisión Warren, el Comité Selecto de Asesinatos de la Cámara y Edward Jay Epstein.
En una reseña del libro de Pacepa publicada en Human Events, Michael Ledeen, el exasesor en materia de terrorismo del presidente Ronald Reagan, escribe: "Un nuevo libro del general Ion Mihai Pacepa es motivo de celebración, porque se encuentra entre un puñado de personas que saben mucho sobre los servicios de inteligencia del regimen soviético, y porque escribe sobre ellos con una lucidez poco común, siempre con la intención de ayudarnos a comprender nuestro mundo. Su primer libro, Red Horizons, es indudablemente el retrato más brillante de un régimen comunista que jamás haya leído. Programmed to Killes igualmente fascinante. Pacepa nos lleva minuciosamente a través de la evidencia documental, incluido el material invaluable sobre los cifrados del bloque soviético que arroja nueva luz sobre la teoría de Oswald. Cartas a los oficiales de la KGB en Washington y Ciudad de México. Ningún novelista podría haber escrito una historia más emocionante, aún más convincente debido a la participación de primera mano de Pacepa en los esfuerzos de los rusos para ocultar su conexión con Oswald." En "H-Net Reviews", Stan Weeber calificó "Programmed to Kill" "un nuevo y magnífico trabajo paradigmático sobre la muerte del presidente Kennedy" y "una lectura obligada" para todos los interesados en el asesinato del presidente Kennedy. "

### Desinformación
En 2013, Pacepa publicó "Desinformación: El ex jefe de espías revela estrategias secretas para socavar la libertad, atacar la religión y promover el terrorismo" en coautoría con el profesor de derecho Ronald J. Rychlak , que estudia la historia de la religión. Desinformación: El ex jefe de espías revela estrategias secretas para socavar la libertad, atacar la religión y promover el terrorismo es un libro de no ficción sobre tácticas de desinformación e historia arraigadas en la guerra de la información. Fue escrito por el ex general de tres estrellas de la Securitate, la policía secreta de la República Socialista de Rumanía, Ion Mihai Pacepa, y el profesor de derecho Ronald J. Rychlak. Se publicó en 2013 junto con una película complementaria, Disinformation: The Secret Strategy to Destroy the West.
Pacepa y Rychlak documentan cómo la palabra rusa dezinformatsiya fue acuñada por Iósif Stalin, quien eligió un título que sonaba francés para hacer creer a otros que se había originado en el mundo occidental. Posteriormente, la desinformación fue empleada como táctica de guerra por el gobierno estalinista durante la Segunda Guerra Mundial y luego por la Unión Soviética durante la Guerra Fría. Pacepa relata la lectura de manuales de entrenamiento de inteligencia soviéticos que describen la inspiración de tal engaño arraigado en la historia de las aldeas de Potemkin. Los autores describen campañas de desinformación utilizadas en el siglo XX, incluidos estudios de casos sobre cómo el revisionismo histórico se difundió a través de los medios de comunicación.

### Irak y armas de destrucción masiva
Pacepa apoyó la invasión de Irak de 2003. En oposición, grandes protestas contra la guerra de Irak se llevaron a cabo en ciudades de todo el mundo. Pacepa sostiene que estas protestas fueron artificiales y antiamericanas, y que Rusia las organizó. Pacepa escribió durante octubre de 2003 que era "perfectamente obvio para mí" que la agencia rusa GRU ayudó a Saddam Hussein a destruir, ocultar o transferir sus armas químicas antes de la invasión estadounidense de Irak durante 2003. Afirmó que la Unión Soviética había preparado una operación para la retirada de armas químicas ("Operación Sarindar") para Libia y que ese plan se estaba aplicando en Irak.

## Muerte
Murió el 14 de febrero de 2021 a los 92 años debido a COVID-19 durante la pandemia de COVID-19 en los Estados Unidos. La vida de Pacepa fue discutida en el programa necrológico de BBC Radio 4 Last Word en marzo de 2021.

## En la cultura popular
En mayo de 2023, la plataforma de streaming Max, estrenó la miniserie Espía/Maestro, cuya trama está inspirada en la historia de Pacepa. Los nombres de los personajes fueron alterados y numerosas situaciones dramatizadas.

## Libros publicados
- Red Horizons: Crónicas de un jefe de espías comunista, 1987. ISBN 0-89526-570-2
- Red Horizons: el segundo libro. La verdadera historia de los crímenes, el estilo de vida y la corrupción de Nicolae y Elena Ceaușescu , 1990. ISBN 0-89526-746-2
- El legado del Kremlin, 1993
- Cartea neagră a Securității, Editura Omega, Bucharest, 1999. ISBN 973-98745-4-1
- Programado para matar: Lee Harvey Oswald, la KGB soviética y el asesinato de Kennedy, 2007. ISBN 978-1-56663-761-9
- Desinformación: El exjefe de espías revela estrategias secretas para socavar la libertad, atacar la religión y promover el terrorismo, 2013. ISBN 978-1-93648-860-5